# Aly Elsamman
Aly Elsamman, né le 18 décembre 1929 au Caire est mort 2 août 2017 à Beauvais en France, est un journaliste, écrivain et avocat international égyptien.

## Biographie
Il fait sa scolarité dans une école privée copte de Tanta. Il obtient une licence en droit à l'université d'Alexandrie, puis part faire ses études en France. Il obtient en 1957 un DES de droit international et droit public à l'Université de Grenoble et en 1966 un doctorat d'État en sciences politiques à l'Université de Paris.
De 1967 à 1984, il est directeur de l'Agence de presse du Moyen-Orient et de la Radio-Télévision Égyptienne pour l’Europe de l’Ouest à Paris. En 1973, lors de la guerre du Kippour, et jusqu'en 1977, il est conseiller à l'information internationale de Anouar el-Sadate, président de la République arabe d'Égypte. En 1979, il participe aux négociations de paix entre Égypte et Israël jusqu'aux Accords de Camp David.
En 1993, il devient président de l'Association pour le dialogue islamo-chrétien (ADIC). Il la transforme en Association internationale pour le dialogue inter-religieux judéo-islamo-chrétien et l'éducation de la paix. Il est instigateur de l'accord entre le Vatican et l' Université al-Azhar en 1998,.
Il est président du Comité pour le dialogue inter-religieux au sein du Conseil supérieur islamique d'Égypte, Secrétaire général de l'information économique Europe-Égypte, Président de Nokia Siemens Networks pour l'Égypte. Il est l'instigateur de l'accord entre l'Église anglicane de Canterbury (Grande-Bretagne) et Al Azhar en 2001.
En 2009, dès sa fondation, il entre au conseil d’administration du Projet Aladin. Il est également membre du conseil d'administration de la Fraternité d'Abraham jusqu'à sa mort.

## Décoration
- 2012, officier de l'Ordre national de la Légion d'honneur

## Œuvres
- L'Égypte d'une révolution à l'autre ,  Éditions du Rocher, 2011
- Fenêtres sur le ciel, Desclée de Brouwer, 2014